# Borger- en Tripscompagnie
Borger- en Tripscompagnie is een voormalig kanaalwaterschap in de provincie Groningen.
Het waterschap is opgericht om het verwaarloosde Borgercompagniesterdiep en het Tripscompagniesterdiep te verbeteren en te onderhouden. 
De gronden die moesten bijdragen in de kosten lagen binnen de schappen Overwater (het zuidelijke deel), de Molenpolder de Nijverheid, de Polder het Poeltje, het Rotteveen, de Vereeniging of Borgercompagnie-Oostkant, de Tripscompagnie Oostkant, de Kleine Munte, De Vriendschap, de Zwartpolder, Westerbrink, Jeannette, de Borgercompagnie-Westkant (oostelijk gedeelte), Kleinemeer (klein gedeelte) en enkele percelen van het Westerdiep.
Waterstaatkundig gezien ligt het gebied sinds 2000 binnen dat van het waterschap Hunze en Aa's.